# Povl Olrik
Povl Benedikt Olrik (født 2. juni 1878 på Frederiksberg, død 15. februar 1928 i Hellerup) var en dansk billedhugger.

## Uddannelse
Povl Olrik kom oprindeligt i snedkerlære. Han er uddannet fra Københavns Tekniske Skole og Kunstakademiet.

## Kunstnerisk virke
Olrik arbejdede især med træ, men lavede også værker i gips og bronze. Blandt hans værker kan nævnes prædikestolen til Tåstrup Kirke, alterkorset til Nivå Kirke samt alterbilledet til Christiansø Kirke. Han lavede også flere gravmæler, blandt andet til politikeren Vilhelm Lassen.
Endvidere lavede han en del egentlige skulpturer. Han havde værker på Charlottenborg adskillige gange i begyndelsen af det 20. århundrede samt et par gange på Kunstnernes Efterårsudstilling, ligesom han bidrog til Landsudstillingen i Aarhus i 1909.

## Familie
Povl Olrik var søn af billedhuggeren Henrik Olrik og dennes hustru Hermina Valentiner og dermed bror til Dagmar, Hans, Axel, Eyvind, Jørgen Olrik og Benedicte Brummer (født Olrik).
Han blev i 1905 gift med Harriet Ernesta Marie Hansen (født 1879), datter af skovfoged Søren Hansen og Louise Løhr.